# Fundurii Vechi
Fundurii Vechi è un comune della Moldavia situato nel distretto di Glodeni di 3.519 abitanti al censimento del 2004
Fondato nel 1581.